# となりのみよちゃん
となりのみよちゃんは、1976年（昭和51年）に自由が丘にオープンし2013年まで営業していた、昭和30年代をコンセプトにした駄菓子屋。
レトロな雰囲気をそのまま再現した店舗がに話題となり、下北沢や上野、池袋のほか、全盛期には全国に約700店舗を展開した。創業時の本社は世田谷区等々力。

## 概要
「となりのみよちゃん」とは、1976年に安藤寛夫によって自由が丘にオープンした駄菓子屋である。当時、都会では駄菓子屋が少なくなり、そのことに注目した安藤氏が昭和30年代をコンセプトに、自由が丘のバス通りに面した店舗で駄菓子屋を開店。珍しさと人通りの多い場所柄で若者たちの人気を集めた。また、近くに学習塾もあり、そこに通う子どもの立ち寄り場所にもなっていた。 
5坪足らずの狭い店でもあり、子どもの買い物を待つ親が外で待つことから、いつも道路際に人だかりができていた。自由が丘駅発着のバスが信号待ちで店の前に止まるため、その様子がバスの乗客からも注目を集め、大人の間にも「となりのみよちゃん」という店名が知られることとなった。マスコミにも数多く取り上げられたことで、フランチャイズ展開の契機となり、開店からわずか2年で多店舗化していった。 

## 来歴
「となりのみよちゃん」によって、都会で忘れられつつあった駄菓子が新しい世代に受け入れられブームとなった。駄菓子以外にもブリキ玩具やビー玉、シャボン玉液などの小物玩具、めんこや日光写真など紙玩具も店内で販売され、後にレトロ系オリジナル商品の開発や制作も行うようになった。

### オリジナルキャラクター
レトロ系オリジナル商品の開発に加えて、「みよちゃん」と「ひろくん」というオリジナルキャラクターも登場する。キャラクターデザインは初代オーナーでデザイナーでもある安藤寛夫で、どちらも細かい設定は特にないが、小学校低学年ぐらいのレトロなスタイルの男女の子どもである。

### 閉店
1995年7月に新しく経営責任者を外部から起用し、本社を世田谷区等々力から埼玉県川口市へ移転する。しかし、景気の低迷や少子化の影響もあり、2013年に自主廃業により倒産となる。